# Romulea monadelpha
Romulea monadelpha là một loài thực vật có hoa trong họ Diên vĩ. Loài này được (Sweet ex Steud.) Baker miêu tả khoa học đầu tiên năm 1892.

## Môi trường sống

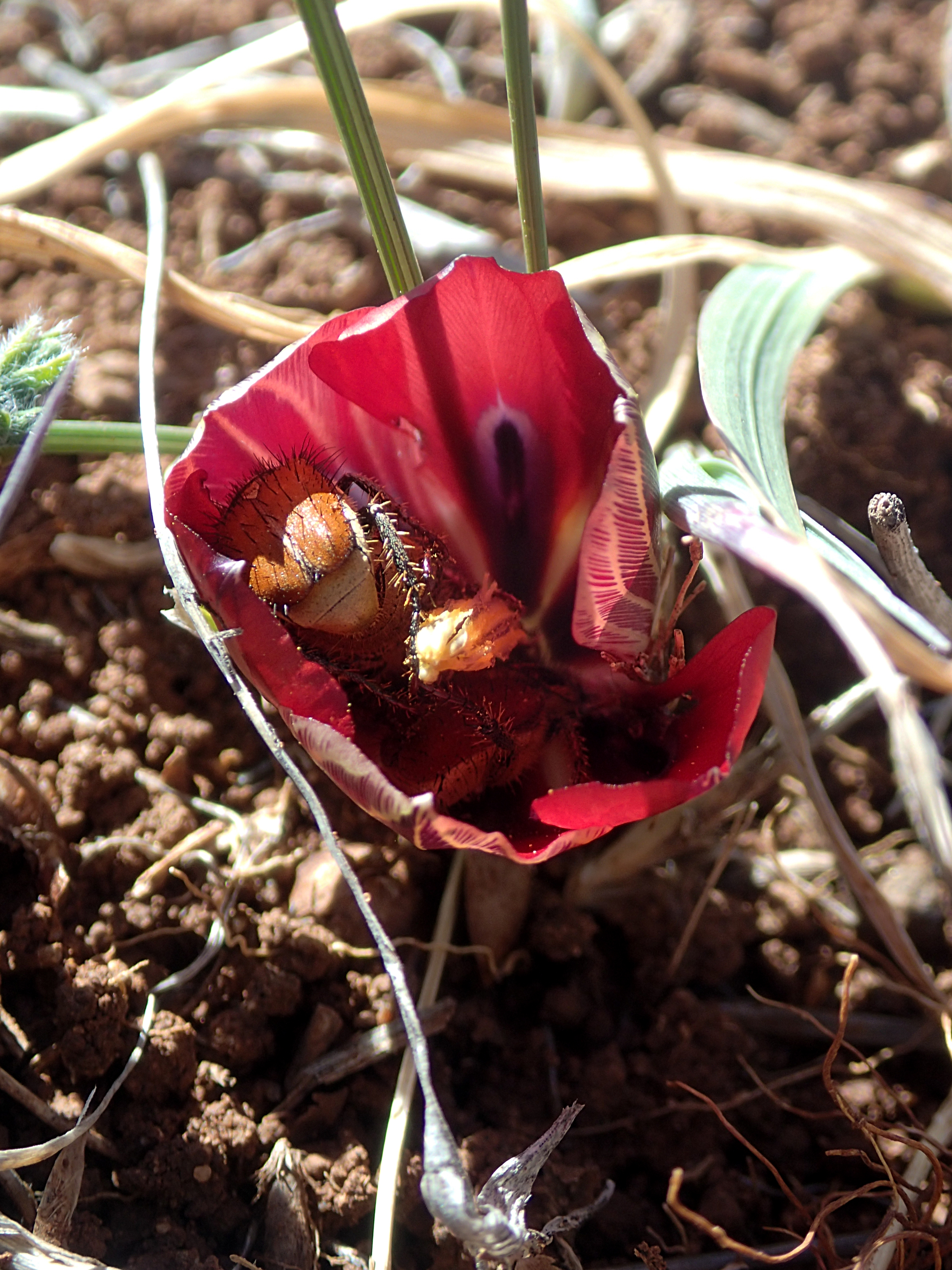
Hoa với bọ cánh cứng Clania glenlyonensis

Romulea monadelpha chỉ mọc trên đất sét dolerit ở phía tây Karoo gần các vách đá. Loài này chỉ được biết là được thụ phấn bởi loài bọ cánh cứng Clania glenlyonensis.